# Bezzia sajana
Bezzia sajana är en tvåvingeart som beskrevs av Remm 1972. Bezzia sajana ingår i släktet Bezzia och familjen svidknott. Inga underarter finns listade i Catalogue of Life.